# 3401 Vanphilos
3401 Vanphilos este un asteroid descoperit pe 1 august 1981 de Harvard Observatory.